# Comté de Douglas (Missouri)
Pour les articles homonymes, voir Comté de Douglas.
Le comté de Douglas (Douglas County) est un comté du Missouri aux États-Unis. Le siège du comté se situe à Ava. Le comté fut créé en 1857 et nommé en hommage au sénateur de l’Illinois Stephen A. Douglas. Au recensement de 2000, la population était constituée de 13.084 habitants.  

## Géographie
Selon le bureau du recensement des États-Unis, le comté totalise une surface 2.110 km² dont  0 km² d’eau. 

### Comtés voisins
- Comté de Webster (Missouri)  (nord-ouest)
- Comté de Wright (Missouri)  (nord)
- Comté de Texas (Missouri)  (nord-est)
- Comté de Howell (Missouri)  (est)
- Comté d'Ozark  (sud)
- Comté de Taney  (sud-ouest)
- Comté de Christian (Missouri)  (ouest)

### Routes principales
- Missouri Route 5
- Missouri Route 14
- Missouri Route 76
- Missouri Route 95
- Missouri Route 181

## Démographie
Selon le recensement de 2000, sur les 13.084 habitants, on retrouvait 5 201 ménages et 3 671 familles dans le comté. La densité de population était de 6 habitants par km² et la densité d’habitations (5 919 au total)  était de 3 habitations par km². La population était composée de 96,86 % de blancs, de 0,11 % d’afro-américains, de 0,95 % d’amérindiens et de 0,21 % d’asiatiques.
30,10 % des ménages avaient des enfants de moins de 18 ans, 60,0 % étaient des couples mariés. 25,8 % de la population avait moins de 18 ans, 7,0 % entre 18 et 24 ans, 24,5 % entre 25 et 44 ans, 25,6 % entre 45 et 64 ans et 17,1 % au-dessus de 65 ans. L’âge moyen était de 40 ans. La proportion de femmes était de 100 pour 96,6 hommes.
Le revenu moyen d’un ménage était de 25 918 dollars.

## Villes et cités
| - Ava - Brushyknob - Drury | - Gentryville - Smallett - Squires | - Vanzant |